# アレクサンドル・オステルマン＝トルストイ

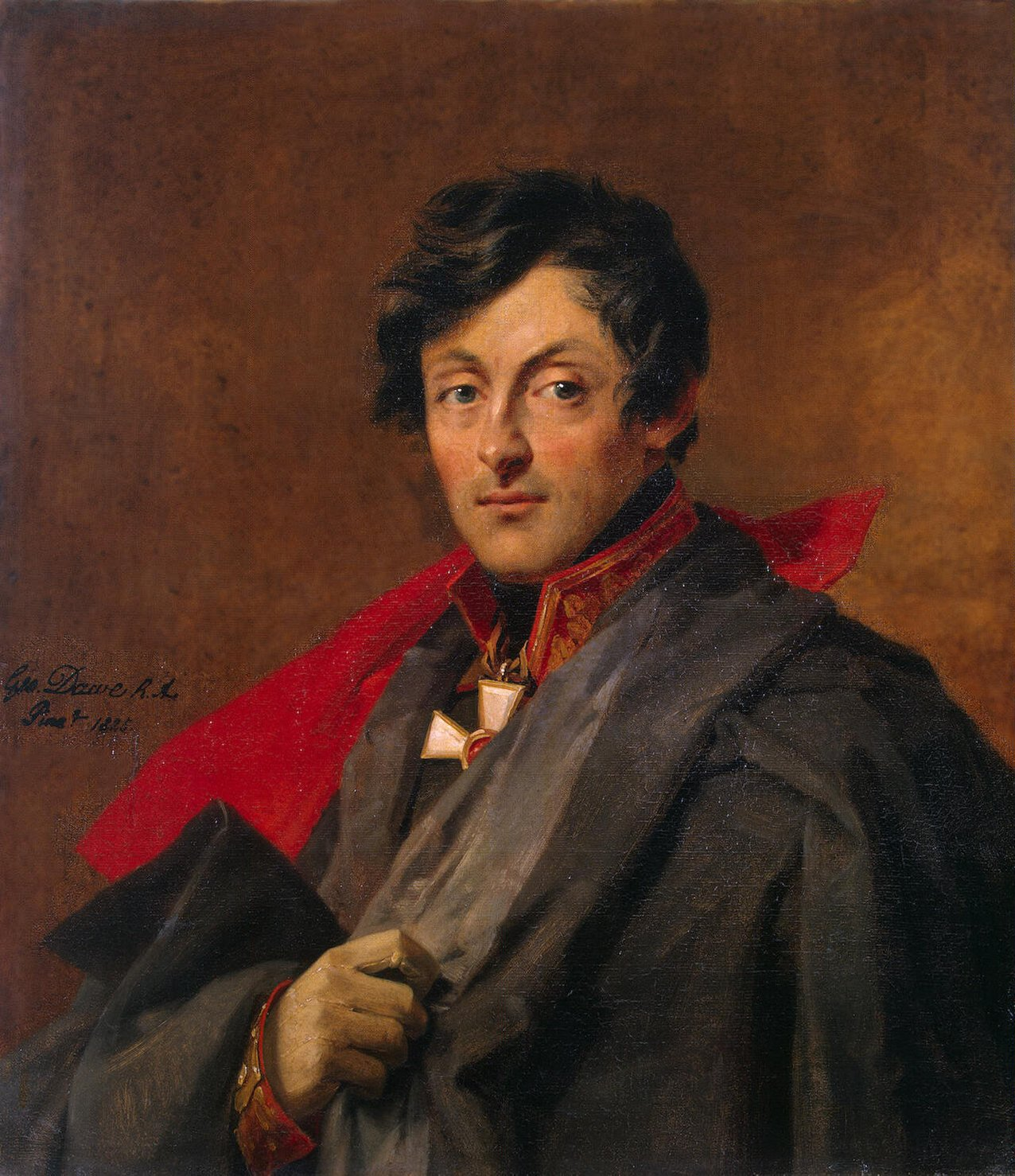
アレクサンドル・オステルマン＝トルストイ伯爵、1825年

アレクサンドル・イヴァーノヴィチ・オステルマーン＝トルストーイ伯爵（ロシア語: Алекса́ндр Ива́нович Остерма́н-Толсто́й, 1772年 - 1857年2月12日）は、ロシア帝国の貴族、ナポレオン戦争期の将軍。名門貴族トルストイ家の一員。
トルストイは1798年に少将、1805年に中将となった。その1805年に北ドイツへの遠征から戻ると、サンクトペテルブルク総督に任命された。トルストイは有名な外交官・政治家であったアンドレイ・オステルマン伯爵の外孫にあたり、1811年に子供のない叔父イヴァン・オステルマンが死ぬと、オステルマン家の家督を継承し、オステルマン＝トルストイ姓を名乗った。彼は1812年ロシア戦役では、ヨハン・フォン・クレナウが全軍を統率する反ナポレオン軍の第4軍団の司令官となった。オステルマン＝トルストイは1813年5月の21日から22日にかけて行われたバウツェンの戦いで負傷した。その後ドレスデンの戦い、クルムの戦い、ライプツィヒの戦いに参加した。クルムの戦いでは負傷し左手を失ったがドミニク・ヴァンダムを捕虜とする勝利に貢献した。
1815年、オステルマン＝トルストイは外交上の使命を帯びて短期間パリに滞在した。そして1817年に歩兵師団の軍司令官に就任した。彼はフランスとイタリアで数年を過ごした後、1831年に探検家・歴史学者のヤーコプ・フィリップ・ファルメライヤーが率いるオリエント調査団に加わって中東に赴いた。オステルマン＝トルストイは1837年、レマン湖畔に居を構え、1857年に同地で未婚のまま亡くなった。